# Một buổi tối sau chiến tranh
Một buổi tối sau chiến tranh (tiếng Pháp: Un soir apres la guerre, tiếng Khmer: រាត្រីមួយក្រោយសង្គ្រាម) là một bộ phim của đạo diễn Rithy Panh.

## Diễn viên
- Chea Lyda Chan... Srey Poeuv
- Narith Roeun... Savannah
- Peng Phan... mẹ Srey Poeuv
- Ratha Keo... Maly
- Srangath Kheav... em bé câm
- Mol Sovannak... Phâl